# Hanna Folkesson
Hanna Folkesson (1988. június 15. –) svéd női válogatott labdarúgó. A Hammarby IF középpályása.

## Sikerei

### Klubcsapatokban
Svéd kupagyőztes (2):
- FC Rosengård (2): 2017, 2018

### Válogatott
Svédország
- Algarve-kupa győztes: 2018